# Stavoren
Stavoren ([ˈstaːvərə(n)]) est une ville de la commune néerlandaise de Súdwest Fryslân, dans la province de Frise. Son nom en frison est Starum.

## Géographie
La ville est la localité la plus occidentale de la Frise, située à l'extrémité d'un promontoire dominant l'IJsselmeer.

## Histoire

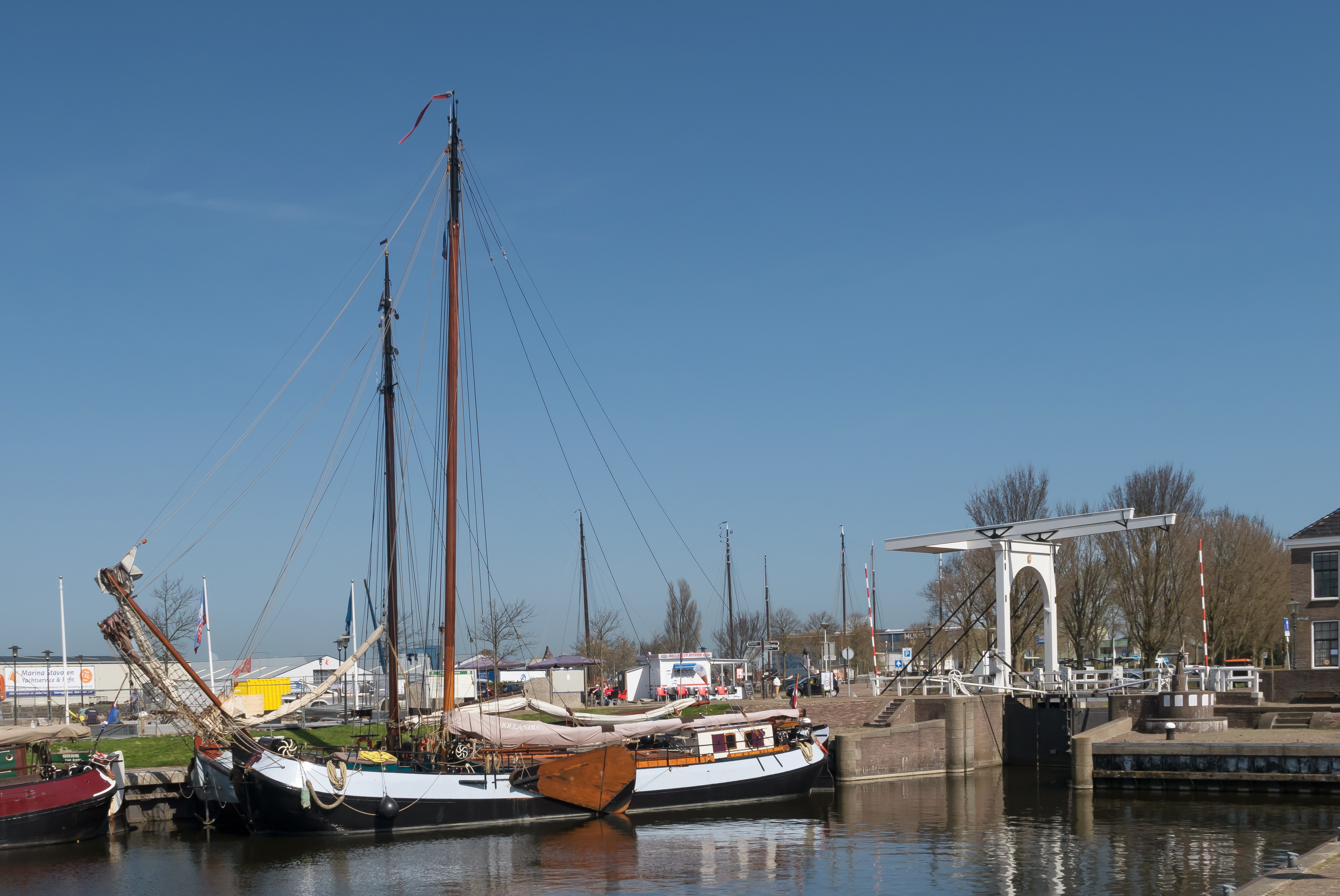
View to the drawing bridge near the Lady of Stavoren

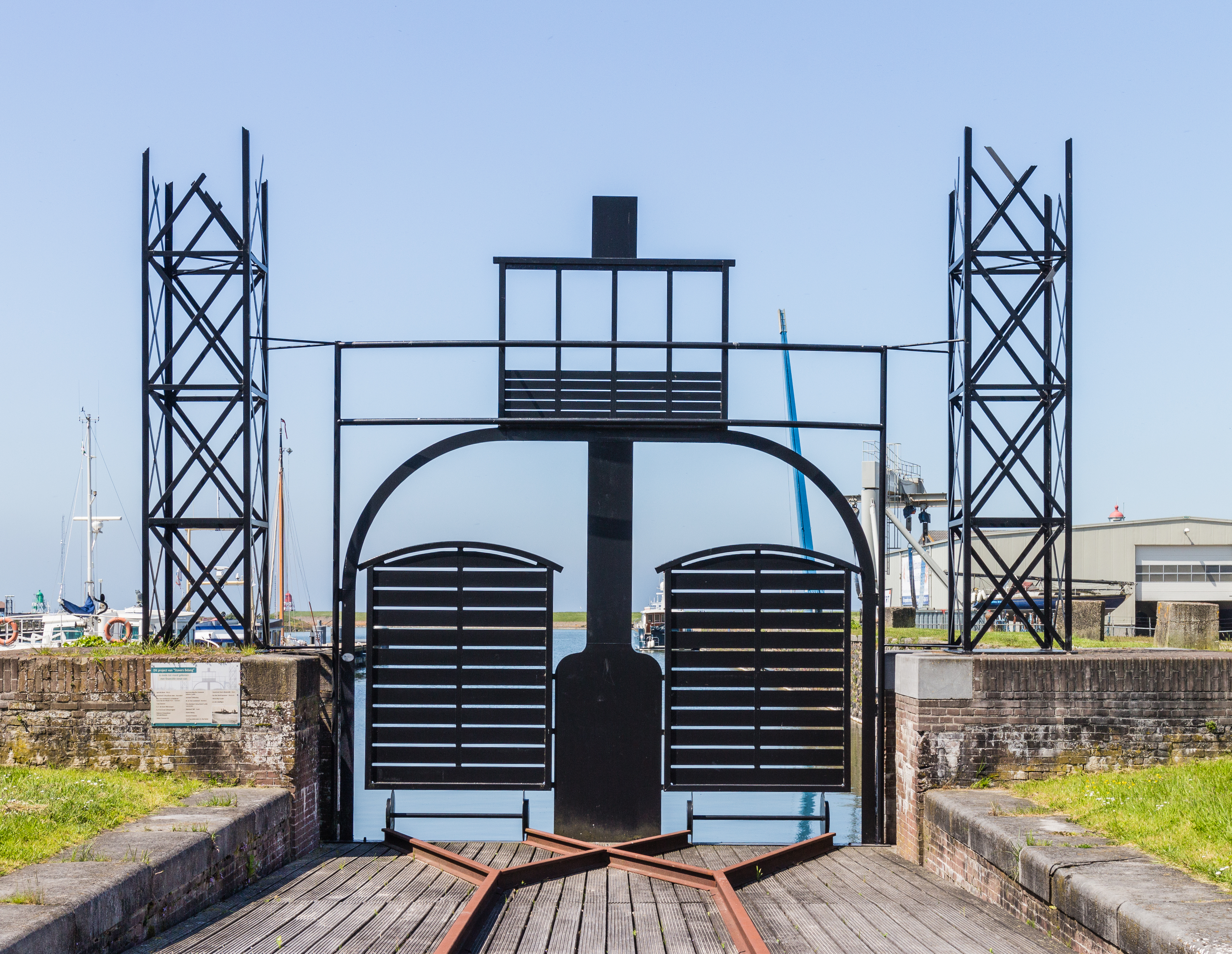
Reconstitution d'une voie de chemin de fer pour entrer dans un bac qui allait de Stavoren à Enkhuizen. Il était en fonction à partir de 1900, mais tombait en ruine en 1930, et le bâtiment concerné était démoli en 1950. Ce monument souhaite rappeler l'histoire de cette liaison. Mai 2021.

Les premières traces de Stavoren remontent à environ 300 ans av. J.-C. localisées le long d'un cours d'eau, probablement De Nagele (nl). À l'époque franque, c'était la capitale du Zuidergo (nl).
La plus ancienne mention de Stavoren remonte au XIe siècle, lorsque la ville était mentionnée sous le nom de Stavron sur une copie d'un document de la fin du Xe siècle ou du début du XIe siècle. Au cours de ce siècle, les pièces de monnaie émises comportaient les mentions Stavern, Staveron et Staveren. En 1145, le nom utilisé était Stauern, en 1245, Stavoren et en 1474, en frison, Starum.
À partir de 837, un monastère avait été établi à Stavoren, le monastère de Saint-Odolphe (nl), mais le monastère fut détruit par une violente tempête.
Au XIe siècle, Stavoren reçut des droits de cité des Brunonides, qui furent accordés entre 1058 et 1068 par le comte Egbert le premier avec la permission de l'empereur Henri V. Stavoren était à l'époque une ville commerçante importante. Les grands patrons et marchands entretenaient d'importantes relations commerciales avec les pays riverains de la mer Baltique.
En 1285, Stavoren devint membre de la Ligue hanséatique. Les skippers de Stavoren bénéficiaient d'un ancien privilège au passage du Sund ; ils étaient privilégiés lors de la perception de ce péage, ce qui permettait un gain de temps considérable. Le port d'Amsterdam a joué un rôle important dans le commerce de la mer Baltique. Avec une population en croissance rapide, la Hollande devait compter sur les importations de céréales des pays baltes pour son approvisionnement alimentaire. Pour cette raison, les skippers de la Frise étaient d'une importance vitale pour la Hollande.
Stavoren s'est souvent rangé du côté de la Hollande dans les guerres entre la Hollande et la Frise, et en 1292, elle a reçu une charte de ville hollandaise du comte Florent V de Hollande. Cependant, lors de la bataille de Warns, également appelée bataille de Stavoren, Stavoren a choisi le parti frison.

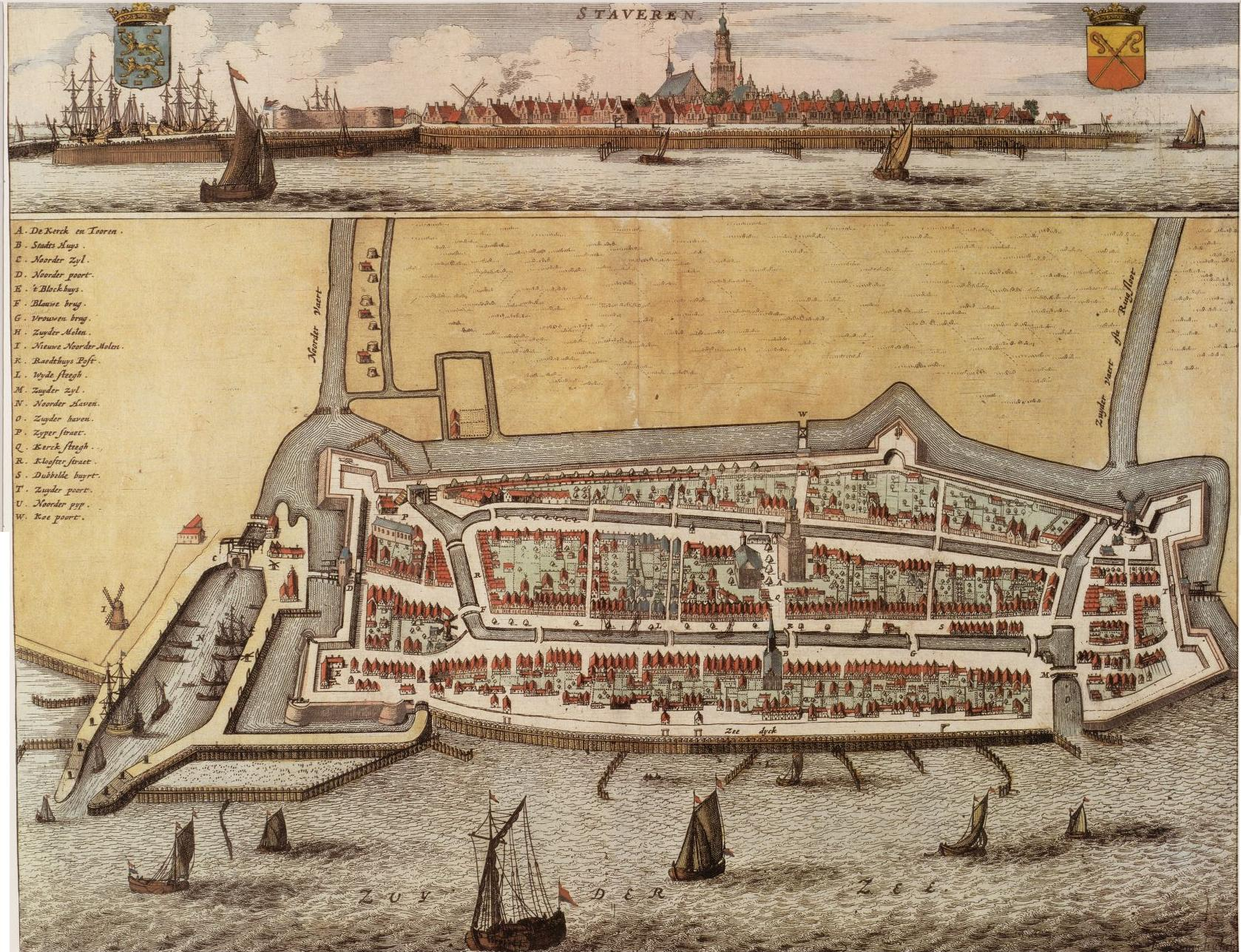
Stavoren en 1664 par Bernardus Schotanus à Sterringa. On voit le Zuiderzee (littéralement, mer du Sud), qui était un golfe et qui a été transformé en lac d'eau douce appelé l'IJsselmeer.

À la fin du Moyen Âge, la ville tombe en ruine. Le port s'envasa et Stavoren ne joua plus un rôle important dans le commerce des céréales. L'histoire Het Vrouwtje van Stavoren (ou La Petite Dame de Stavoren) est basée sur ce fait. Après cette période de déclin, des temps meilleurs sont venus aux XVIIe et XVIIIe siècles avec la navigation vers des terres lointaines. Mais au XIXe siècle, la ville périclite à nouveau. Il ne restait pas grand-chose de l'ancien port international.
Après la construction de la ligne de chemin de fer Zaandam - Enkhuizen jusqu'à Amsterdam (qui a également abouti au service de ferry Enkhuizen - Stavoren jusqu'à Enkhuizen et à la ligne de chemin de fer Stavoren - Leeuwarden), Stavoren est devenu un important port du Zuiderzee.
En 2011, Stavoren a célébré ses 950 ans d'existence avec la charte de droits urbains. Depuis la réorganisation municipale de 1984, Stavoren n'est plus une commune indépendante. Jusqu'en 2011, cette ville appartenait à la commune de Nijefurd. Nijefurd a ensuite fusionné avec la nouvelle municipalité de Súdwest-Fryslân. L'hôtel de ville de Stavoren s'est vu confier une autre destination.
Stavoren, anciennement Staveren, a été une commune indépendante jusqu'en 1984, année de sa fusion avec Hindeloopen, Workum et d'une partie de l'ancienne commune d'Hemelumer Oldeferd pour former la commune de Nijefurd. Depuis le 1er janvier 2011, Stavoren fait partie de Súdwest Fryslân.

## Démographie
Le 1er janvier 2017, le village comptait 950 habitants.

## Culture et patrimoine
La Petite Dame de Stavoren est un conte qui tente d'expliquer le déclin de Stavoren. Il a donné lieu à une sculpture de Pier Arjen de Groot qu'on peut voir à Stavoren.

## Personnalité
- Gale Hamke, baleinier du XVIIe siècle.